# 丹麥稅務部長
丹麥稅務部長（丹麥語：Skatteminister）是丹麥稅務部的首長，也是內閣成員之一。作為稅務部部長，丹麥稅務部長負責稅收、關稅以及勞工標記基金有關的領域。現任部長為傑佩·布魯斯·克里斯滕森（Jeppe Bruus Christensen）。